# Permedax
Permedax – wymarły rodzaj owadów z rzędu Cnemidolestodea i rodziny Tillyardembiidae, obejmujący tylko jeden znany gatunek: Permedax effertus.
Rodzaj i gatunek opisane zostały w 2004 roku przez Daniła Aristowa. Opisu dokonano na podstawie dwóch skamieniałości nimf, odnalezionych w formacji Koszelewka, w rosyjskiej Czekardzie i pochodzących z piętra kunguru w permie. Autor umieścił ten rodzaj jako incertae sedis w obrębie świerszczokaraczanów. W 2006 Aristow wraz z Nowokszonowem i Pańkowem prznieśli go do rodziny Tillyardembiidae.
Owad o silnie wydłużonym ciele długości 14–15 mm i dużej głowie, wyposażonej w zaokrąglone oczy i smukłe czułki. Tak długie jak szerokie i podobnych rozmiarów co głowa przedplecze miało prostą przednią krawędź i wypukłe krawędzie boczne. Śródplecze było czworokątne, po bokach wypukłe, mniejsze od rozszerzonego z przodu zaplecza. Krótkie odnóża przedniej pary odznaczały się dwukrotnie szerszymi od goleni udami i krótkimi stopami. Tylna para odnóży była wyraźnie większa od przedniej. Uda obu wymienionych par nóg zdobiły podłużne listewki. Bardzo wydłużony odwłok cechowały smukłe, zwężone ku szczytowi przysadki odwłokowe.